# Federação das Escolas de Samba e Entidades Carnavalescas do Estado de São Paulo
Federação das Escolas de Samba e Entidades Carnavalescas do Estado de São Paulo (FESEC) é uma organização representativa de escolas de samba e outras entidades carnavalescas, do Estado de São Paulo.
Criada em 13 de julho de 1984, esta entidade possui  poderes de regulamentação dos critérios básicos de julgamento das Escolas de Samba e Blocos Carnavalescos. Ela também organiza cursos de julgadores, além de seminários, encontros, palestras, entre outras atividades culturais, por todas as cidades do estado.
Desde 1997, está sediada no Bairro da Luz, na capital paulista.